# Санс (графство)
Графство Санс (на немски: Grafschaft Sens) съществува в Бургундия от времето на Каролингите. Столица бил град Санс в днешния департамент Йон в Северна Централна Франция.
Арнулф (* 794, † сл. март/април 841), извънбрачен син на император Лудвиг Благочестиви, е граф на Санс.
Рихард I Застъпник († 921), първият херцог на Бургундия от 918 г., завладява графството през 894/895 г. През 1055 г. графството Санс е взето от крал Хайнрих I и включено в Domaine royal.

## Графове на Санс
- Хуго, граф на Тур, граф на Санс, свален 828 г.
- Арнулф (* 794, † сл. март/април 841) (Каролинги)
- Конрад († 882) (Велфи)
- Рихард I Застъпник († 921), граф на Санс 895/896 – 921 (Бувиниди)
  - Варнарий (X 6 декември 924) 895 вицеграф на Санс, 895/896 граф на Troyes; ∞ Теутберга от Арл, сестра на Хуго I крал на Италия (Бозониди)
- Рудолф от Бургундия († 936), син на Рихард, граф на Санс 921 – 923
- Хуго Черния († 952), негов брат, граф на Санс 923 – 936/940
  - Рихард († пр. 948), син на Варнарий, вицеграф на Санс и граф на Troyes до 933
- Хуго Велики († 956) граф на Санс 936/940 – 956 (Робертини)
- Фромонд I († 948), вероятно син на Варнарий, вицеграф после граф на Санс
- Райналд I Стари († 996), негов син, граф на Санс
- Фромонд II († 1012), негов син, граф на Санс
- Райналд II († 1055), негов син, граф на Санс